# Liste der saudi-arabischen Botschafter im Vereinigten Königreich

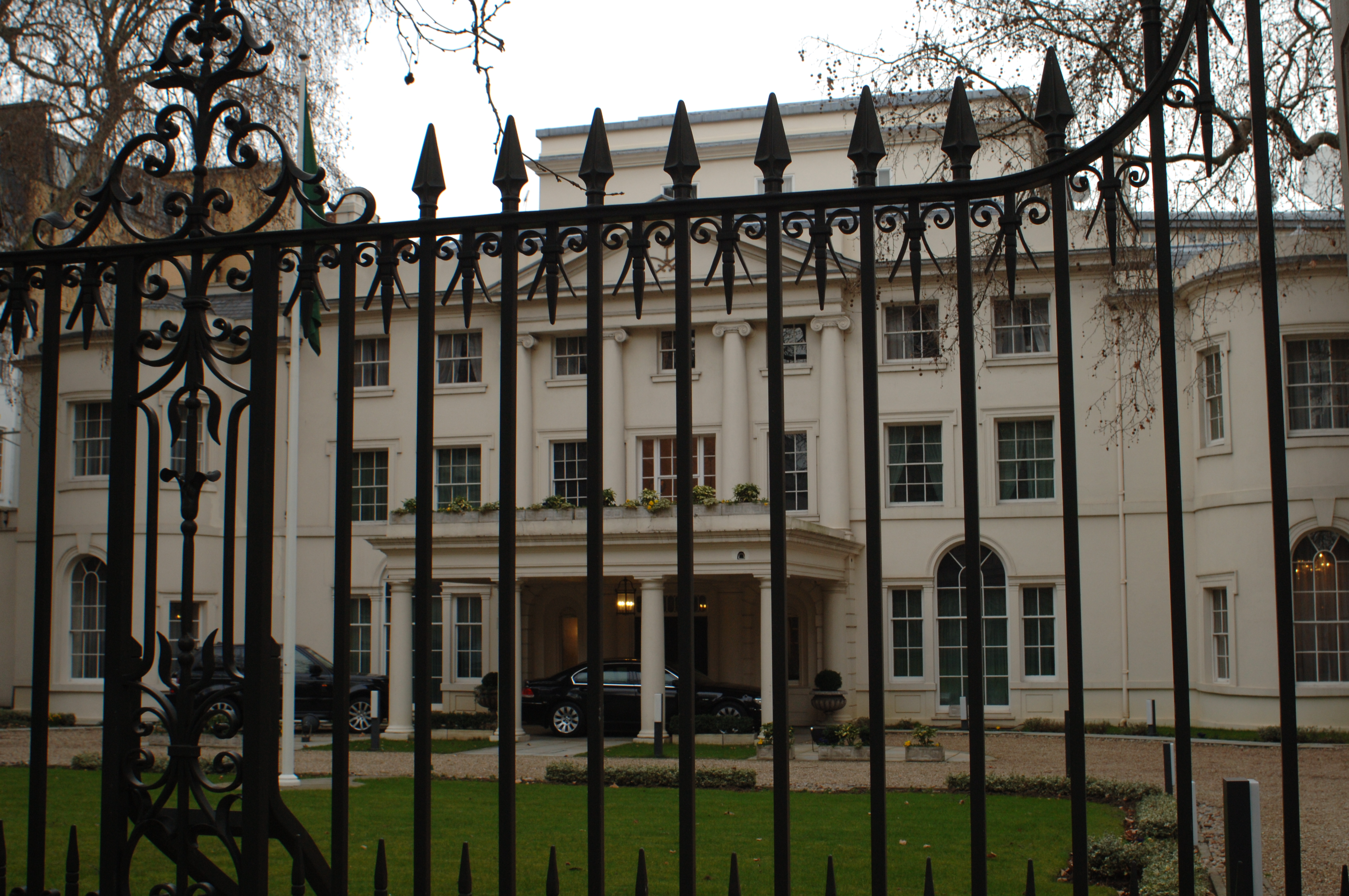
Die Adresse der saudi-arabischen Botschaft im Vereinigten Königreich und Nordirland ist 30 Charles Street Mayfair London.

| Ernennung / Akkreditierung | Name                                                                                       | Bemerkungen     | ernannt von            | akkreditiert während der Amtszeit von | Posten verlassen |
| -------------------------- | ------------------------------------------------------------------------------------------ | --------------- | ---------------------- | ------------------------------------- | ---------------- |
| 1930                       | Hafiz Wahba                                                                                |                 | Abd al-Aziz ibn Saud   | Georg V.                              | 1956             |
| 6. Nov. 1956               | Unterbrechung der diplomatischen Beziehungen durch Saud ibn Abd al-Aziz nach der Suezkrise |                 | Saud ibn Abd al-Aziz   | Elisabeth II.                         | 15. Nov. 1962    |
| 15. Nov. 1962              | Hafiz Wahba                                                                                |                 | Saud ibn Abd al-Aziz   | Elisabeth II.                         | 13. Juli 1966    |
| 13. Juli 1966              | Abdul Rahman al-Helaissi                                                                   |                 | Faisal ibn Abd al-Aziz | Elisabeth II.                         | 1976             |
| 1976                       | Faisal Al-Hegelan                                                                          |                 | Faisal ibn Abd al-Aziz | Elisabeth II.                         | 1979             |
| 1980                       | Nasser Almanqour                                                                           |                 | Chalid ibn Abd al-Aziz | Elisabeth II.                         | 1991             |
| 1992                       | Ghazi al-Gosaibi                                                                           |                 | Fahd ibn Abd al-Aziz   | Elisabeth II.                         | 2002             |
| Jan. 2003                  | Turki bin Faisal Al Saud                                                                   |                 | Fahd ibn Abd al-Aziz   | Elisabeth II.                         | März 2003        |
| März 2003                  | Ferej Alowedi                                                                              | Geschäftsträger | Fahd ibn Abd al-Aziz   | Elisabeth II.                         | Dez. 2005        |
| Dez. 2005                  | Mohammed bin Nawwaf bin Abdul Aziz                                                         |                 | Fahd ibn Abd al-Aziz   | Elisabeth II.                         |                  |